# 枭鸟
枭鸟，是传说的一种鸟，会吃自己母亲，对应破镜也称「獍」会食父亲。也用来比喻比喻恶人或逆子。「楊積善聲稱他曾經手斬楊玄感，希望免除一死，楊廣說:「那麼，你更是一頭梟鳥!」」另外【枭鏡】亦作「枭镜」，是枭和破镜的统称，比喻凶恶忘恩的人。

## 记载
清 孔尚任 《桃花扇·馀韵》：「那乌衣巷不姓王 ，莫愁湖鬼夜哭，凤凰台栖枭鸟。」
周咏《感怀》诗之二：「大地飞鸣尽枭鸟，何年重见凤鸾翔。
《读通鉴论·唐太宗》:「于是互相掩蔽，纵枭以脱于网罟。」
杜甫《草堂》诗: 「焉知肘腋祸，自及枭镜徒。」
杨沫《青春之歌》第一部第二章：「不孝的枭鸟给脸不要脸！」
冰心《谈生命》：「也许还听见枭鸟的怪鸣。」